# BBBank

Logo

El BBBank eG (anteriormente: Badische Beamtenbank) es un banco cooperativo alemán con sede en Karlsruhe. Con un balance total de más de 15 000  millones de euros y alrededor de 470.000 miembros, ha sido el banco cooperativo de clientes privados más grande de Alemania desde 2021.

## Perfil
El BBBank se encuentra en la historia de los bancos del servicio civil alemán. Desde finales de la década de 1960, los particulares de todos los grupos profesionales pueden hacerse miembros. Como instituto cooperativo, algunos de los clientes también son socios y, por lo tanto, propietarios del banco. No hay distribución de utilidades anual, a diferencia de otros bancos cooperativos. Hay bonos de lealtad para los aniversarios de membresía redondos.
El BBBank tiene 73 sucursales en toda Alemania,  incluso en todas las capitales estatales, así como 45 sucursales de autoservicio. Es miembro dual de CashPool y de la Asociación Federal de Volksbanken y Raiffeisenbanken alemanes.
En 2019, BBBank fue certificado por el Instituto para la Banca Sostenible (INAB).  El sello INAB marca pautas para la política empresarial de las empresas que persiguen una estrategia de sustentabilidad consistente.
El banco también organiza servicios de seguros. Estos incluyen el seguro de contenido doméstico propio de la compañía, que existe desde 1925, pero solo está abierto a sus propios miembros. 